# Ristijärvi
Ristijärvi est une municipalité de l'est de la Finlande, dans la région du Kainuu. Elle a lourdement souffert de l'exode rural, perdant 60 % de ses habitants depuis les années 1960.

## Géographie
La commune est vraiment typique du Kainuu dont elle occupe le centre géographique. Bande de terre d'environ 50 km sur 20, elle est essentiellement forestière, avec un relief marqué sans être aussi net qu'en Laponie.
Le village se situe à l'ouest, au bord de la rivière Emäjoki qui se déverse dans le lac Iijärvi.
On y trouve une petite station de ski, Saukkovaara, sur les pentes de la plus haute colline.
La municipalité est bordée par les communes suivantes : Kuhmo à l'est, Sotkamo et Paltamo au sud, Puolanka au nord-ouest et Hyrynsalmi au nord.

## Démographie
Depuis 1980, la démographie de Ristijärvi a évolué comme suit, :
| Année      | 1980  | 1985  | 1990  | 1995  | 2000  | 2005  |
| ---------- | ----- | ----- | ----- | ----- | ----- | ----- |
| population | 2 469 | 2 329 | 2 150 | 2 045 | 1 796 | 1 626 |

| Année      | 2010  | 2015  | 2020  |
| ---------- | ----- | ----- | ----- |
| population | 1 513 | 1 351 | 1 267 |

## Transports
Le village est traversé par la nationale 5 (E63), à 25 km d'Hyrynsalmi et 44 km de la capitale régionale Kajaani,
La route régionale 888 part de la route principale 76 dans le centre de Sotkamo et passe par le village Revonkanta de Ristijärvi et continue via Uva jusqu'au village de Väyrylä, où elle est reliée à la route principale 78.

## Personnalités notables
Ristijärvi est la commune natale de la biathlète Kaisa Mäkäräinen.
Les autres sont entre autres:
- Heikki Kemppainen, politicien
- Hannu Takkula, député européen
- Kari Härkönen, skieur
- Minna Leinonen, tireur
- Kaisa Mäkäräinen, biathlète